# Koelenberg
Koelenberg, vroeger Co(e)lenberg en Het Klooster, is een landgoed in De Bilt in de Nederlandse provincie Utrecht.

## Buitenplaats
In de 12e eeuw was het gebied als "De Nieuwe Hof" eigendom van het klooster Oostbroek en werd er een Benedictinesser vrouwenklooster gesticht. Al voor 1484 is er sprake van 'De Steene Camer', waar aan de westgevel een boerderij werd gebouwd.
Na de reformatie kwam het klooster in eigendom van de Staten van Utrecht, welke het in 1585 lieten slopen met als argument dat de Spanjaarden zich er zouden kunnen verschansen.
In 1647 werd het landgoed onder de naam 't Klooster, een hofstede met huis en boomgaard van 25 morgen, in erfpacht uitgegeven aan Anthoni Charles Parmentier. In 1650 verwierf Parmentier er 20 morgen aangrenzende grond bij van het nabijgelegen gerecht Colenberg (ook Koelenberg, Coelenberch of Kolenbergen) en liet een buitenplaats aanleggen. Colenberg lag iets zuidelijker, op de plaats van het vroegere klooster Vredendael.
Rond 1770 werd de familie Van Utenhove eigenaar van de buitenplaats met de naam 't Klooster. Het huis is daarna meerdere malen verbouwd. Frederik Herman Spengler was de eigenaar van 1835 tot zijn dood in 1865, hij was tussen 1844 en 1865 burgemeester van De Bilt. In 1866 verkocht zijn weduwe het landhuis aan C.W.J. baron van Boetzelaer en zijn vrouw E.C.P. Both Hendriksen. Zij bezaten toen al Sandwijck. Hun zoon G.H.L. baron van Boetzelaer verkocht het Landgoed Koelenberg of Het Klooster van 135 ha groot in 1893 aan het KNMI.

## KNMI
Tussen 1893 en 1897 werden twee twee zogeheten "magnetische paviljoens" als follies gebouwd in de bestaande Engelse landschapstuin. In 1897 werd 10 ha grond in gebruik genomen door het KNMI, toen nog gevestigd op de Sonnenborgh in Utrecht. De rest van het landgoed werd in delen verkocht en werd onder andere aangelegd als villapark Kloosterpark. Het landhuis werd door rijksbouwmeester D.E.C. Knuttel verbouwd tot een weerkundig hoofdkwartier.
Door het KNMI werd aan de rechterzijde een 15 meter hoge observatietoren toegevoegd met daarbovenop een 17 meter hoge opbouw. Deze opbouw was zo open mogelijk gemaakt om dwarrelwinden te voorkomen. De huizen in het villapark kregen platte daken om verstoring van het windpatroon te voorkomen.
In 1903 werden de straatnamen Prinsenlaan en de Wilhelminalaan in het park door de gemeente vastgesteld. In het villapark staat aan de Emmalaan 3 het koetshuis Villa Orta. Bij de verschillende uitbreidingen werden een laat-middeleeuwse waterput en funderingen gevonden met een gedeelte van een keldervloer van het oudste gebouw.

## FIOD
Momenteel is een gedeelte van de Koelenberg in gebruik bij het AMLC (Anti Money Laundering Centre), het kennis- en expertisecentrum van de FIOD, waar publieke en private partijen nationaal en internationaal samenwerken om witwassen te bestrijden.

## Bewoners
- 1647 Anthoni Charles Parmentier
- 1676 Anthonia Parmentier, weduwe van Burgemeester Foeijt
- - 1826 Reinier van Utenhove
- 1826 - 1839 W.F. de Vrij en zijn echtgenote
- 1839 Frederik Herman Spengler[7]
- 1866 C.W.J. baron van Boetzelaer van Dubbeldam
- - 1897 G.H.L. baron van Boetzelaer
- 1897 KNMI